# St. Martin (Langenargen)

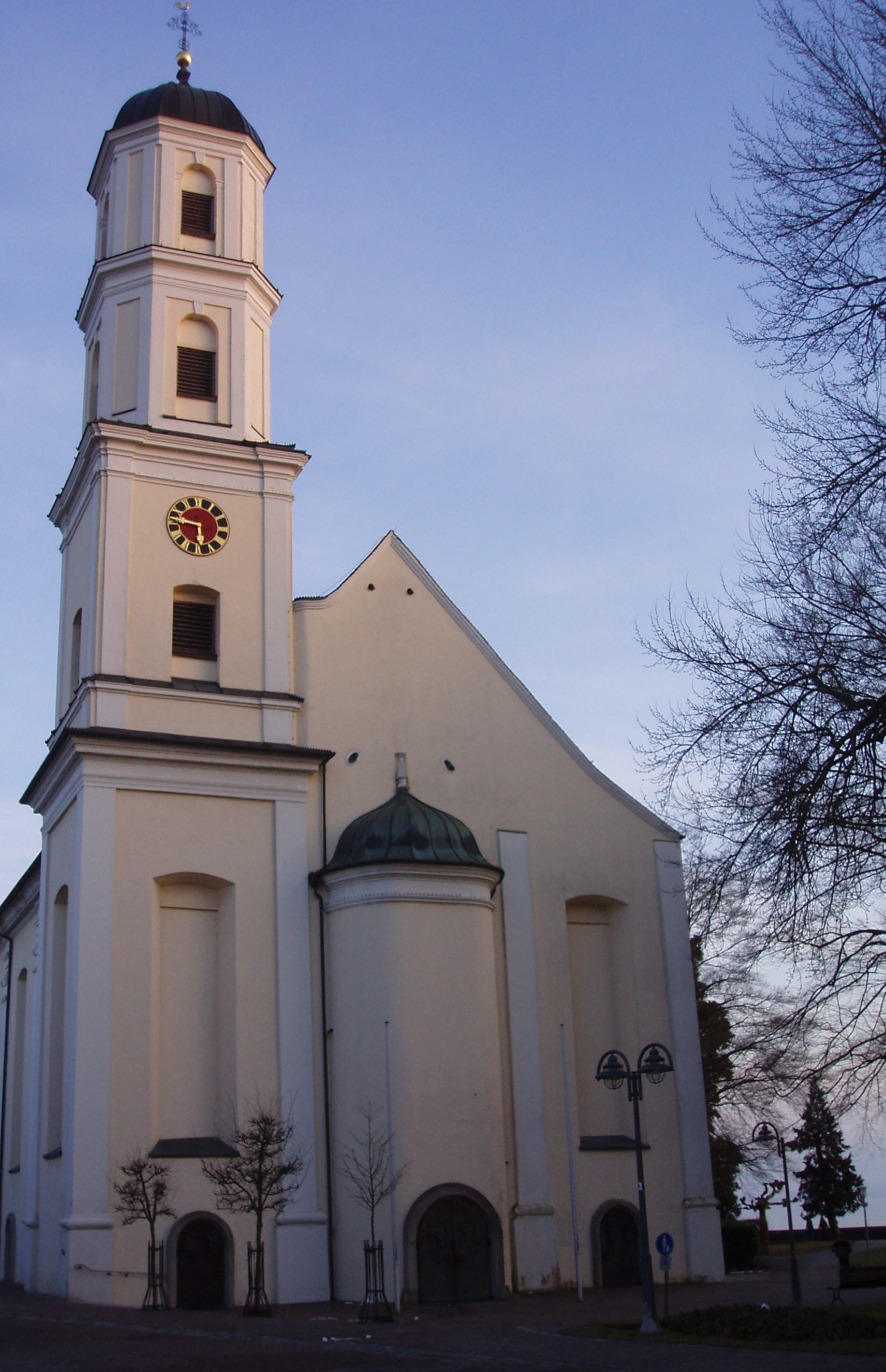
Pfarrkirche St. Martin

Die katholische Pfarrkirche St. Martin im baden-württembergischen Langenargen am Bodensee ist eine barocke Kirche.

## Geschichte
Die Tatsache, dass Martin von Tours als Patron für die Kirche gewählt wurde, lässt darauf schließen, dass mindestens schon im achten Jahrhundert eine Urpfarrei in Langenargen bestand, auf die auch der spätere Kirchenbau zurückgeht. Die erste Martinskirche in Langenargen kann bis zur Merowingerzeit zurückverfolgt werden. Sie war Zentrum des mittelalterlichen Langenargens. In ihrem Kirchhof war der zentrale Friedhof angelegt. Anfang des 18. Jahrhunderts entschieden sich die Grafen von Montfort die Martinskirche in das neue Ortszentrum nahe ihrem Schloss zu verlegen. Dafür rissen sie die ursprüngliche Kirche bis auf den Chor ab und verwendeten das Baumaterial zum Neubau der Kirche St. Martin. Der verbliebene Chor wurde barockisiert und 1722 als Friedhofskapelle St. Anna geweiht.

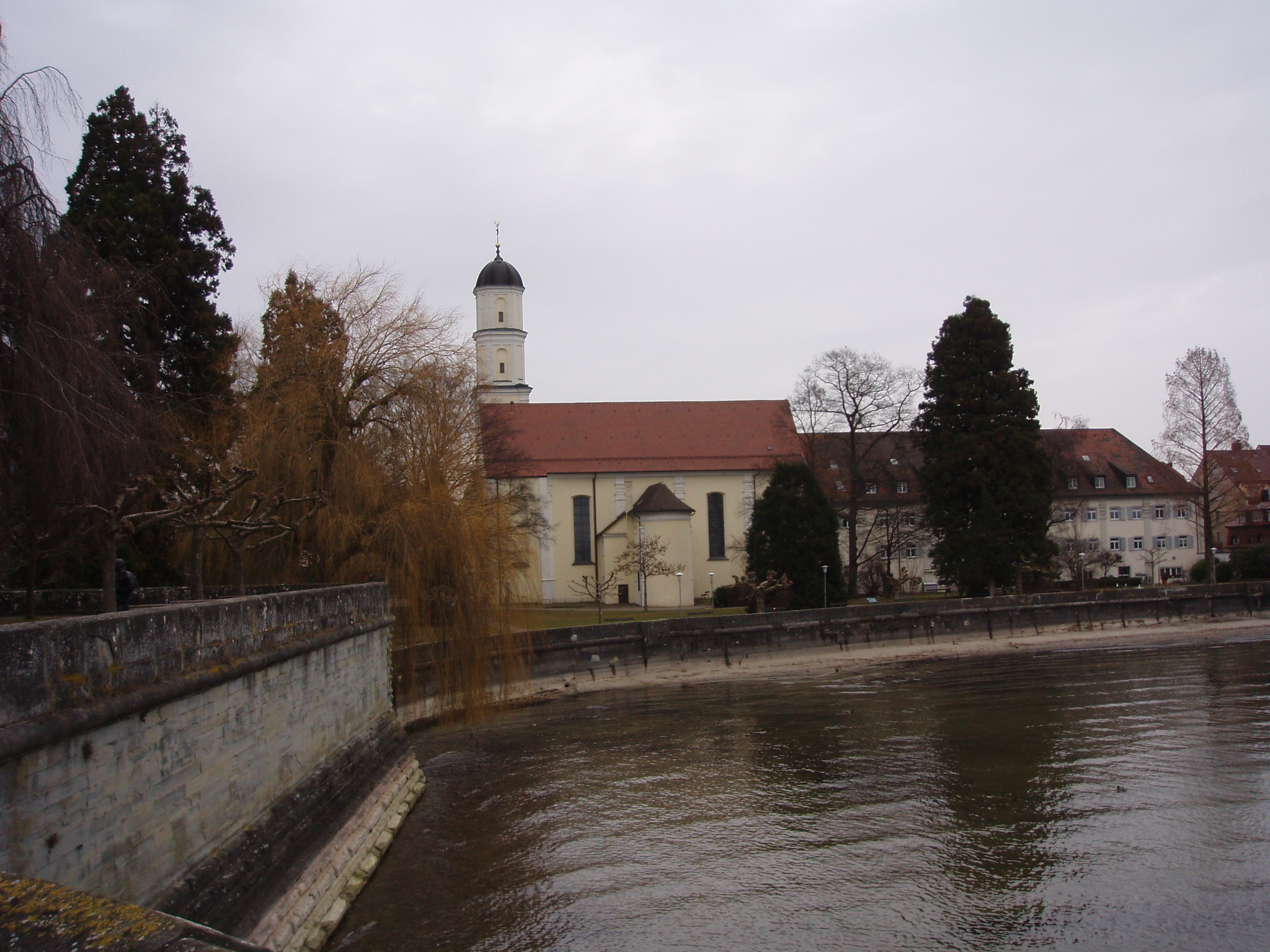
Blick auf die Seeseite

Die neue Pfarrkirche St. Martin wurde an der Stelle der 1479 erbauten und im frühen 18. Jahrhundert abgerissenen Fridolinskapelle errichtet. Unter Graf Anton III. wurde die neue Kirche in den Jahren 1720 bis 1722 errichtet. Baumeister war Leonhard Gmeiner. 1718 hatte der Konstanzer Weihbischof Konrad Ferdinand Geist von Wildegg den Grundstein gelegt, und 1722 weihte der Konstanzer Fürstbischof Johann Franz von Stauffenberg die Kirche. Zu diesem Zeitpunkt besaß sie noch keinen Turm. Eigentlich war ein Bau mit zwei gleichartigen, je 55 Meter hohen Türmen geplant worden. Aus finanziellen Gründen konnte erst Graf Ernst den Nordturm 1735 realisieren.
Von wem die Pläne für die Kirche stammten, ist ungeklärt; im Gespräch ist der Vorarlberger Baumeister Christian Thumb.

## Bauwerk
Die Kirche St. Martin bildet auf der Straßenseite zusammen mit dem östlich angebauten Heilig-Geist-Spital eine optische Einheit. Sie hat auf dieser Seite je vier Flachbogenfenster und Pilaster. Seeseitig ist die Kirche optisch von dem Spital abgesetzt. Sie besitzt ein rechteckiges, sattelgedecktes Langhaus mit einer korbbogenartigen Chorapsis und zwei Sakristeien. Die Orgelempore ruht auf zwei Innenpfeilern, so dass sich ein dreischiffiges Joch ergibt. Die angebaute Marienkapelle besitzt einen rechteckigen Grundriss mit rundbogigem Apsisvorraum. Darüber befindet sich die Kirchenbibliothek. Die helle Hallenkirche mit Kreuzgratgewölbe steht durch die Korbbogendecke des Langhauses schon dem Rokoko nahe.

## Renovierungen und Umgestaltungen
1726 bis 1728 wurde auf der Seeseite eine Marienkapelle mit Herrschaftsloge an die Kirche angebaut. Initiatorin dieses Anbaus war Maria Anna Leopoldine von Thun.
Die erste Renovierung bzw. Umgestaltung des Innenraums fand im Jahr 1748 statt. Bei den unregelmäßig stattfindenden weiteren Renovierungen in den Jahren 1789, 1800, 1836, 1841, 1866, 1891, 1904, 1934, 1962 und 1986 wurde die Kirche mehrfach dem jeweiligen Zeitgeschmack entsprechend umgestaltet. Eine einschneidende Veränderung stellte etwa 1891 der Tausch der alten Butzenscheiben gegen nazarenische Buntglasfenster dar. In den 1960er Jahren entschied man sich, auch die Portale modern zu gestalten. Die alten Sandsteinportale waren zerstört. Das Hauptportal von 1972 zeigt Reliefarbeiten von Hilde Broër. Auf dem linken Türflügel sieht man Martin den Mantel für den Bettler teilen, auf der rechten Seite weist Christus, in die Mantelhälfte eingehüllt, auf den Namenspatron der Kirche. Auch auf den anderen Portalen sind Taten und Gebote der Nächstenliebe ins Bild gesetzt.

## Inneres

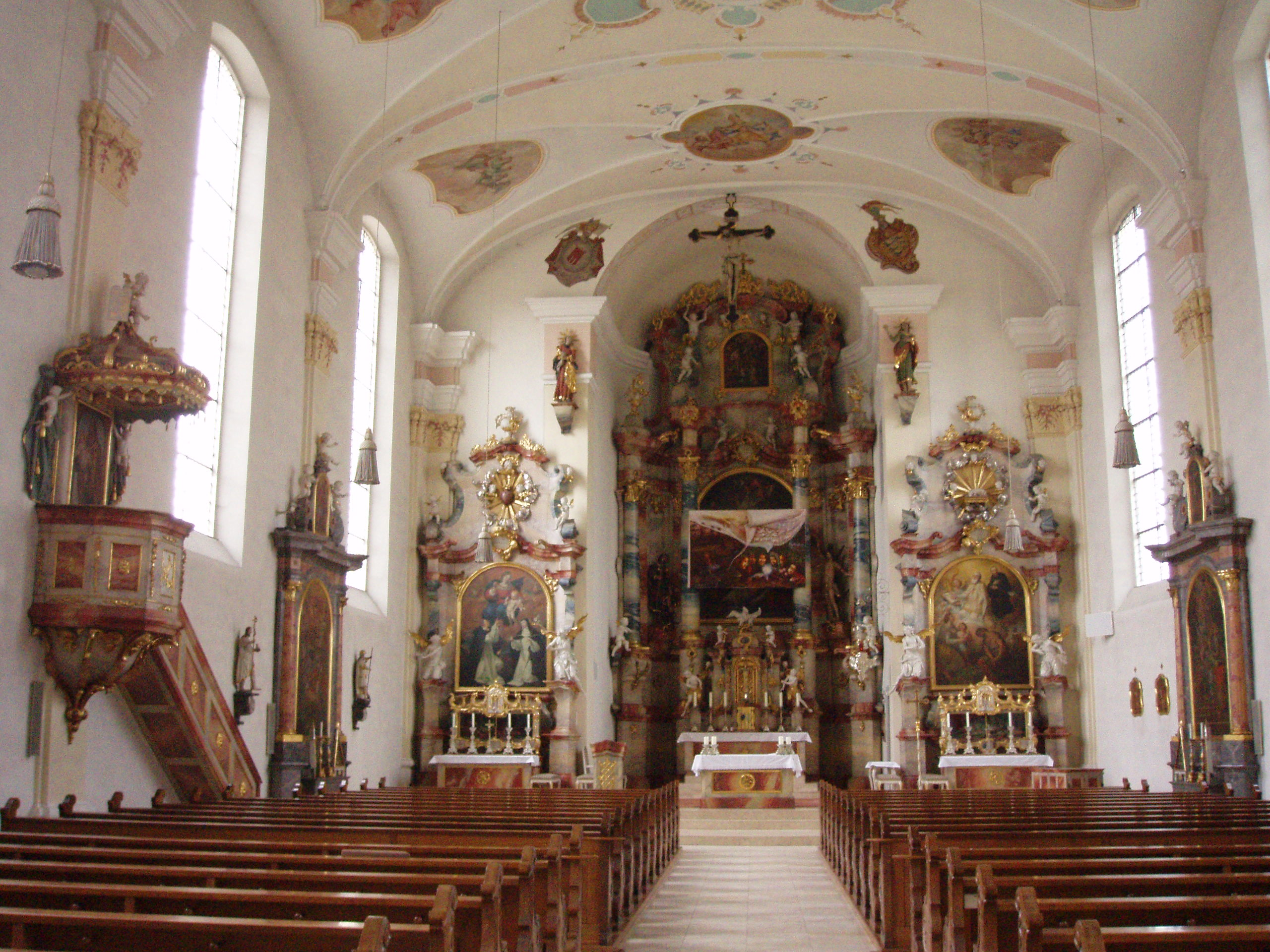
Innenansicht zum Altarraum hin

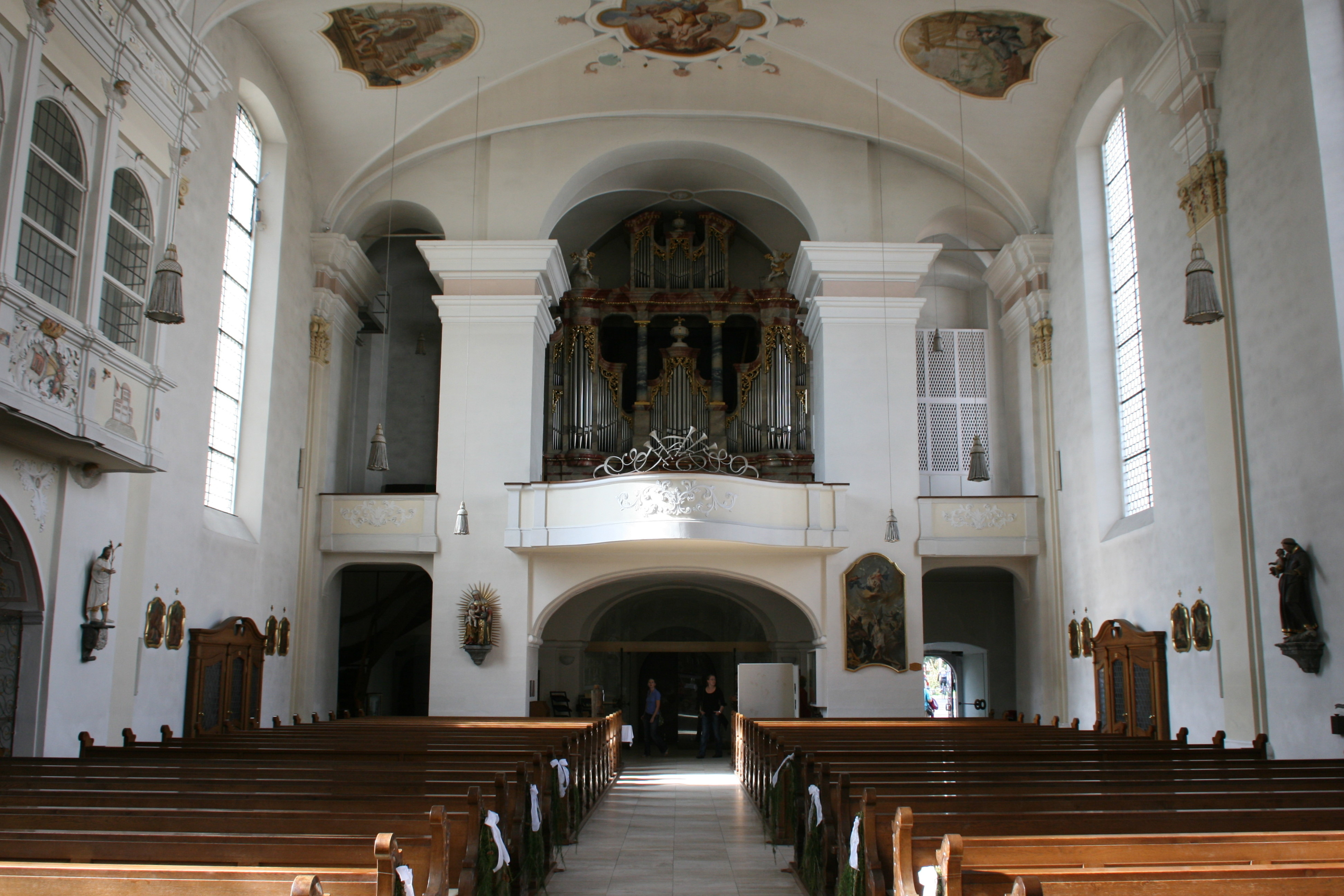
Blickrichtung zur Orgelempore

### Decken- und Wandgestaltung
Die Stuckaturen aus der Zeit um 1733 bilden ein zartfarbiges Regencebandelwerk mit Profilrahmen, Kartuschen, Quadraten, Ellipsen, Akanthusschweifen, Rocaillesäumen, Gitterwerk, Rosetten und Muscheln. Die Deckenfresken stammen von Franz Anton Maulpertsch. Über der Orgel ist Michael als Teufelsbezwinger zu sehen. Es folgen Gemälde, die den zwölfjährigen Jesus, die Apostel vor dem leeren Mariengrab und den Aufstieg Mariä in den Himmel zeigen, und ganz vorne ein Bild des Kirchenpatrons.
Die Gemälde auf der linken Seite zeigen die Evangelisten Johannes und Markus, Donatus von Arezzo und den Chinamissionar Francisco de Xavier. Auf der rechten Seite sieht man die Evangelisten Matthäus und Lukas sowie St. Florian von Lorch und Alexius von Edessa.
Links vom Chorbogen ist das Wappen des Stifters Ernst von Montfort, rechts das der Stifterin Antonia von Waldburg-Scheer zu sehen.
Neben 14 Kreuzwegstationen von Joseph Guldin gibt es am rechten Westpfeiler ein Schutzengelbild von Franz Joseph Spiegler. Der Eingang zur Marienkapelle ist mit den Unionsschilden Montfort-Thun geschmückt. Links davon ist eine Kapelle, rechts eine Burg zu sehen. Dieses Arrangement spielt auf die montfortische Gründungssage an.

### Plastischer Schmuck

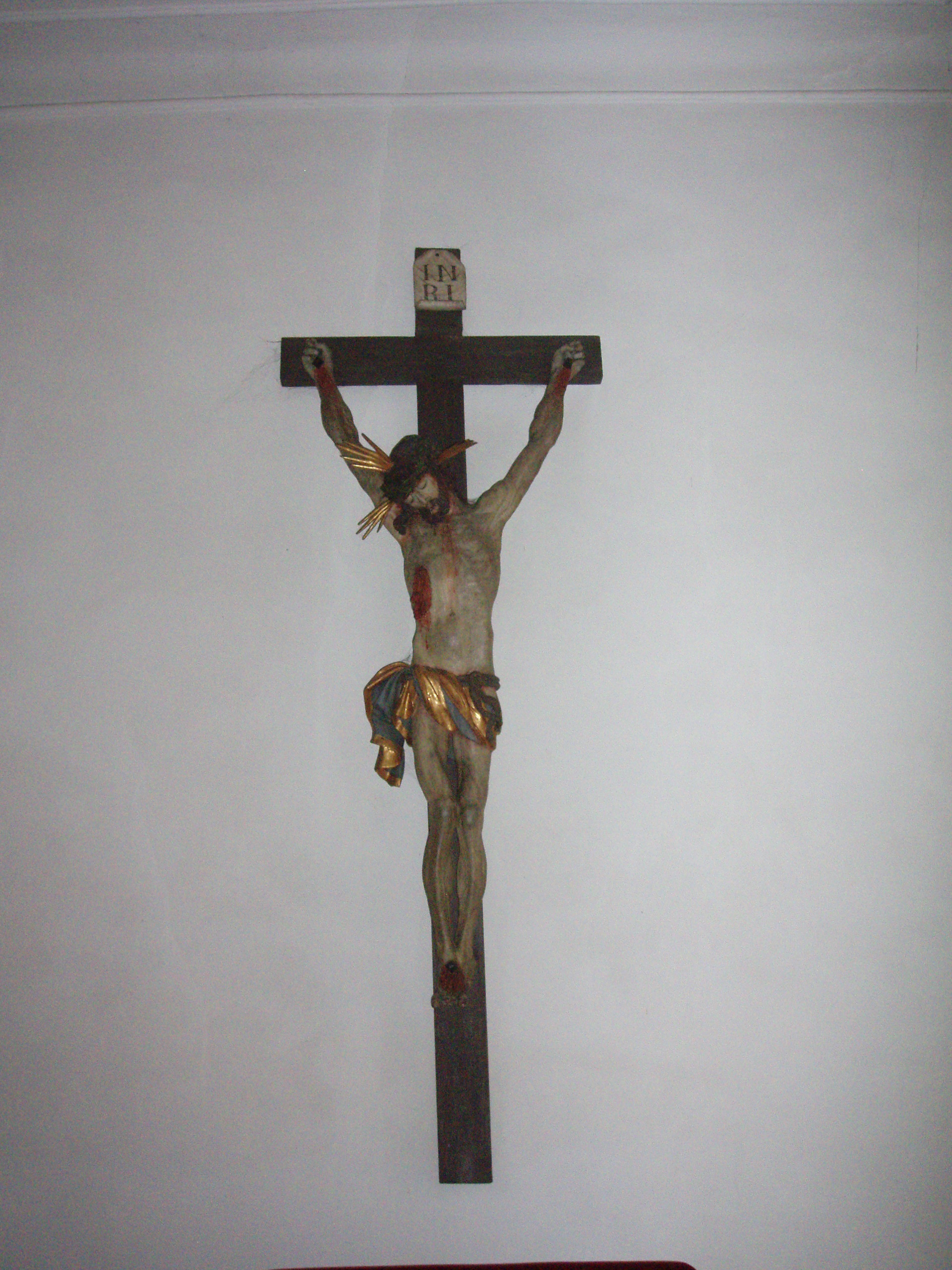
Christus am Kreuz, um 1735

Die ulmische Madonna mit dem Apfel stammt aus der Zeit der Spätgotik um 1470. Jünger ist ein hochbarocker Geißelheiland, der auf etwa 1770 datiert wird, sowie das Taufbecken von 1722 mit seiner barocken Jordangruppe. Unter der Orgelempore hängt ein Gekreuzigter, der um 1735 geschaffen wurde, an der Westwand eine Anna selbdritt aus dem 17. Jahrhundert. Vier Heiligenstatuen an den Langhauswänden sind neugotisch.

### Kanzel
Die Kanzel besteht aus marmoriertem Holz und trägt ein Flachrelief, das die Predigt des Täufers thematisiert. Die Rückwand ist mit Vorhangdraperien und zwei Putten geschmückt und zeigt ein Josephsbild aus der Zeit um 1660. Der Schalldeckel ist fünfseitig und besitzt Quastenbehang und Volutendekor. Er ist von einem posauneblasenden Putto gekrönt.

### Altäre

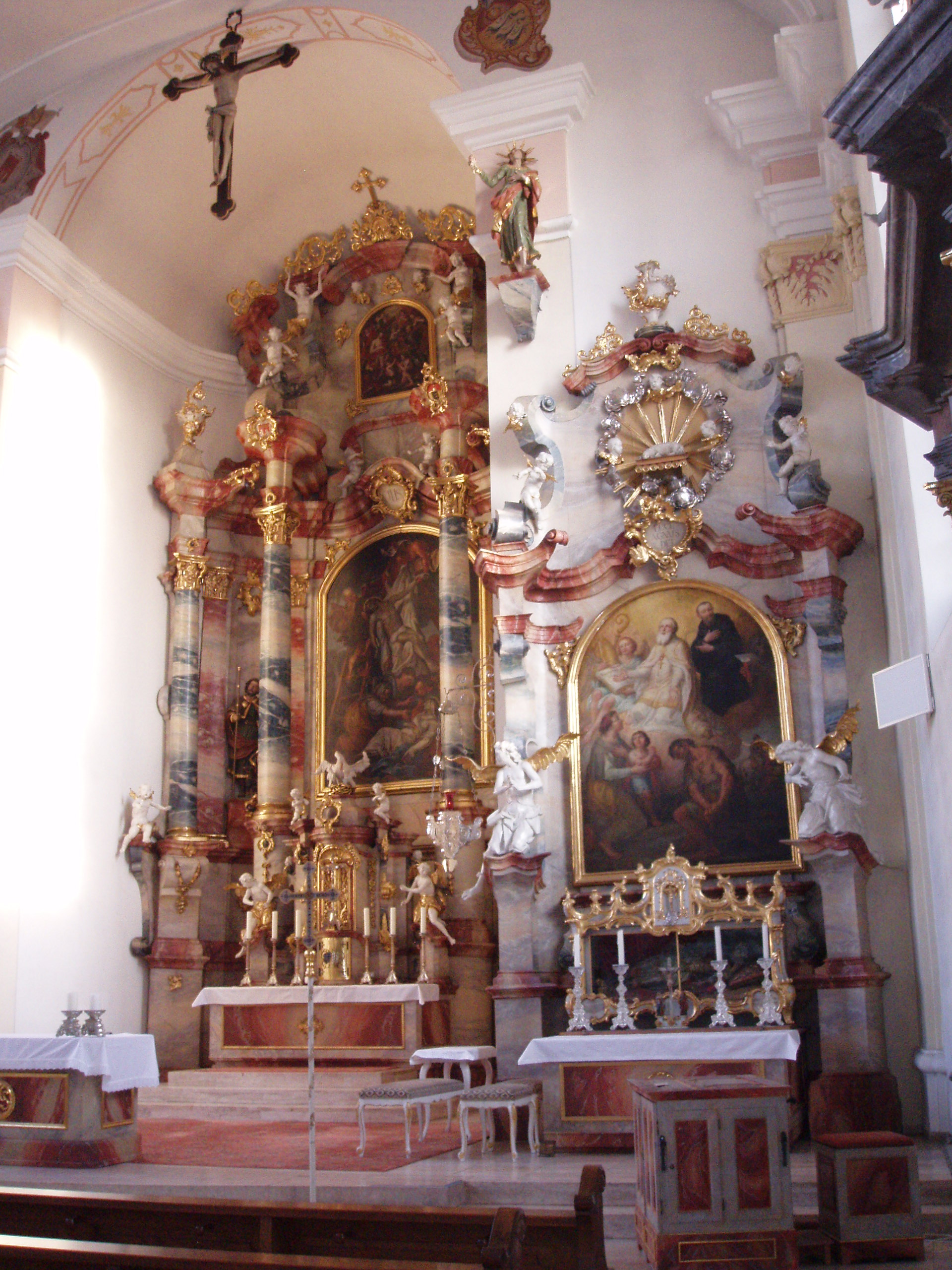
Altäre

Das Altarblatt des Hochaltars wurde von Franz Anton Bronnenmeyer geschaffen und zeigt eine Kreuzabnahme. Der Hochaltar in seiner heutigen Gestalt dürfte auf Johann Wilhelm Hegenauer zurückgehen. Der Aufbau ist in zwei Geschosse gegliedert und rotbraun und graugelb marmoriert. Der Tabernakel zeigt ein Kruzifix, eine Pelikangruppe, Putten und Engel. Frühbarocke Skulpturen der Pestheiligen Rochus und Sebastian stehen zwischen den Säulen; sie werden auf etwa 1650 datiert.
Auf dem Altarblatt des rechten Seitenaltars ist der Namenspatron der Kirche zu sehen. Dieses Bild wurde von dem ortsansässigen Künstler Andreas Brugger um 1775/1800 geschaffen.
Das Altarblatt des linken Seitenaltars ist älter; es stammt aus dem Jahr 1723 und zeigt eine Ansicht der Kirche in der ursprünglich geplanten Form mit den zwei Türmen. Das Rosenkranzbild links mit den Heiligen Katharina von Siena, Maria und Dominik stammt von Johann Christoph Storer. Die Anbetungsengel an den Altarseiten sowie weiteren Zierrat gestaltete wahrscheinlich Johann Wilhelm Hegenauer; nur die beiden Katakombenheiligen Magnus und Gaudentius sind anderer Herkunft: Sie stammen aus der Friedrichshafener Prioratskirche.
Die beiden Wandaltäre gehören wohl zu den Ausstattungsstücken, die von Anfang an in der Kirche St. Martin waren. Auf den Gemälden Franz Anton Bronnenmeyers des nördlichen Wandaltars sind St. Sebastian als Schutzherr Langenargens und darüber Johannes von Montfort zu sehen, die Bilder auf der Südseite zeigen die Verkündigung des Martyriums von St. Johannes Nepomuk über der Volksheiligen Wilgefortis.

### Marienkapelle
Die 15 Rosenkranzmedaillons in der Marienkapelle werden der Schule von Hans Zürn zugeordnet und stammen nicht alle vom selben Künstler. In der Marienkapelle steht auch die bereits erwähnte Ulmer Maria mit dem Apfel aus dem 15. Jahrhundert.

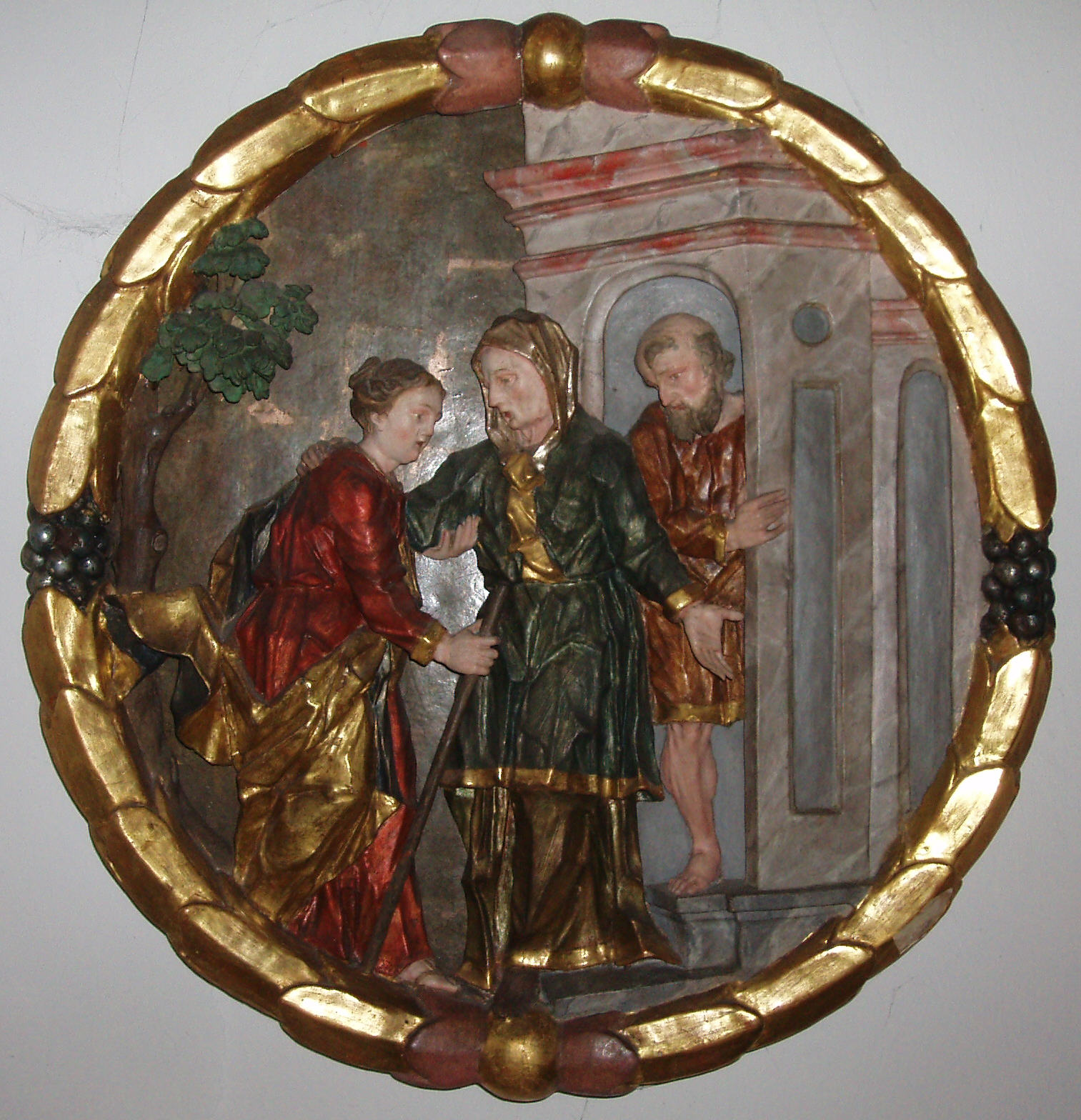
Mariä Heimsuchung
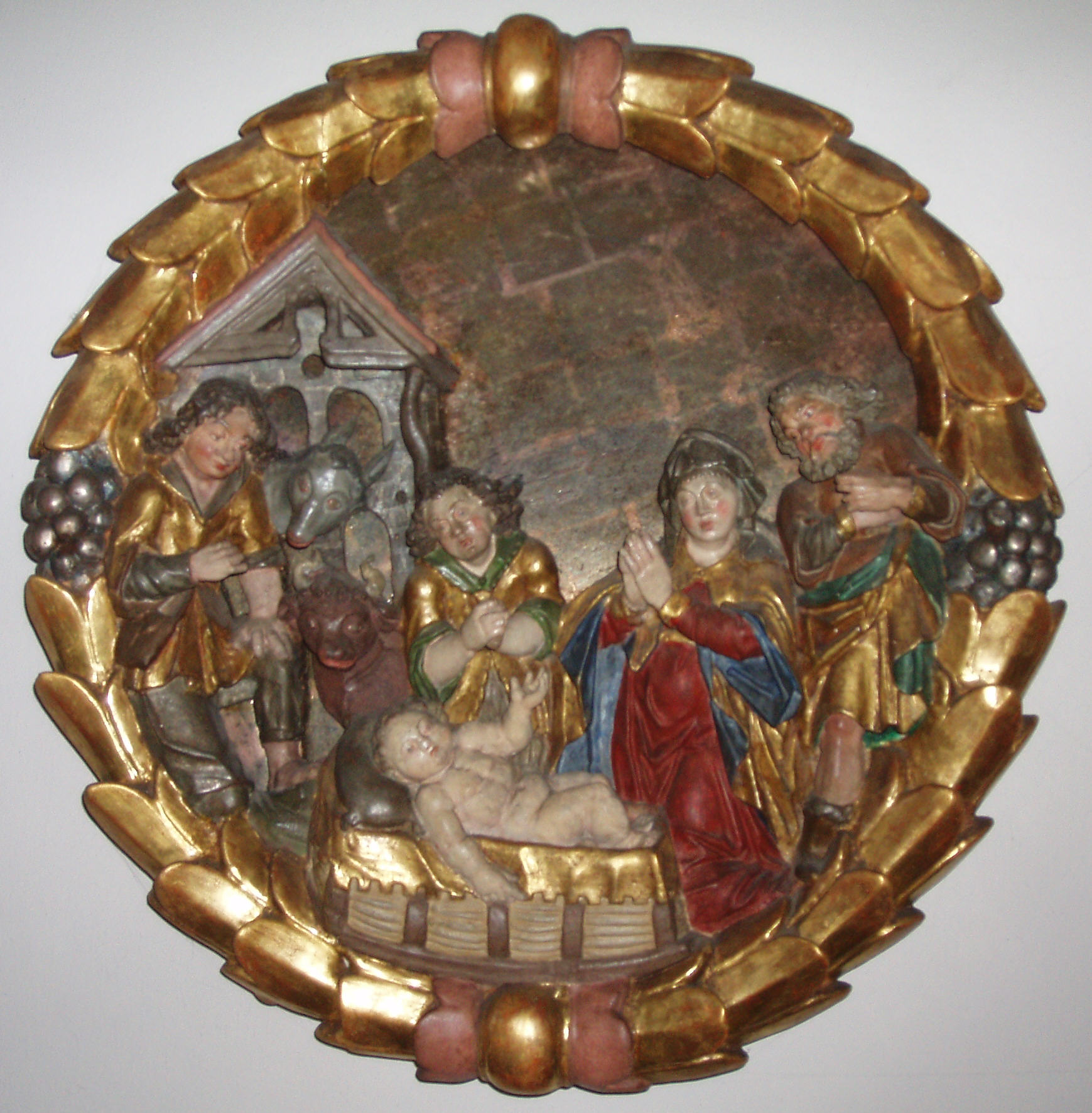
Jesu Geburt
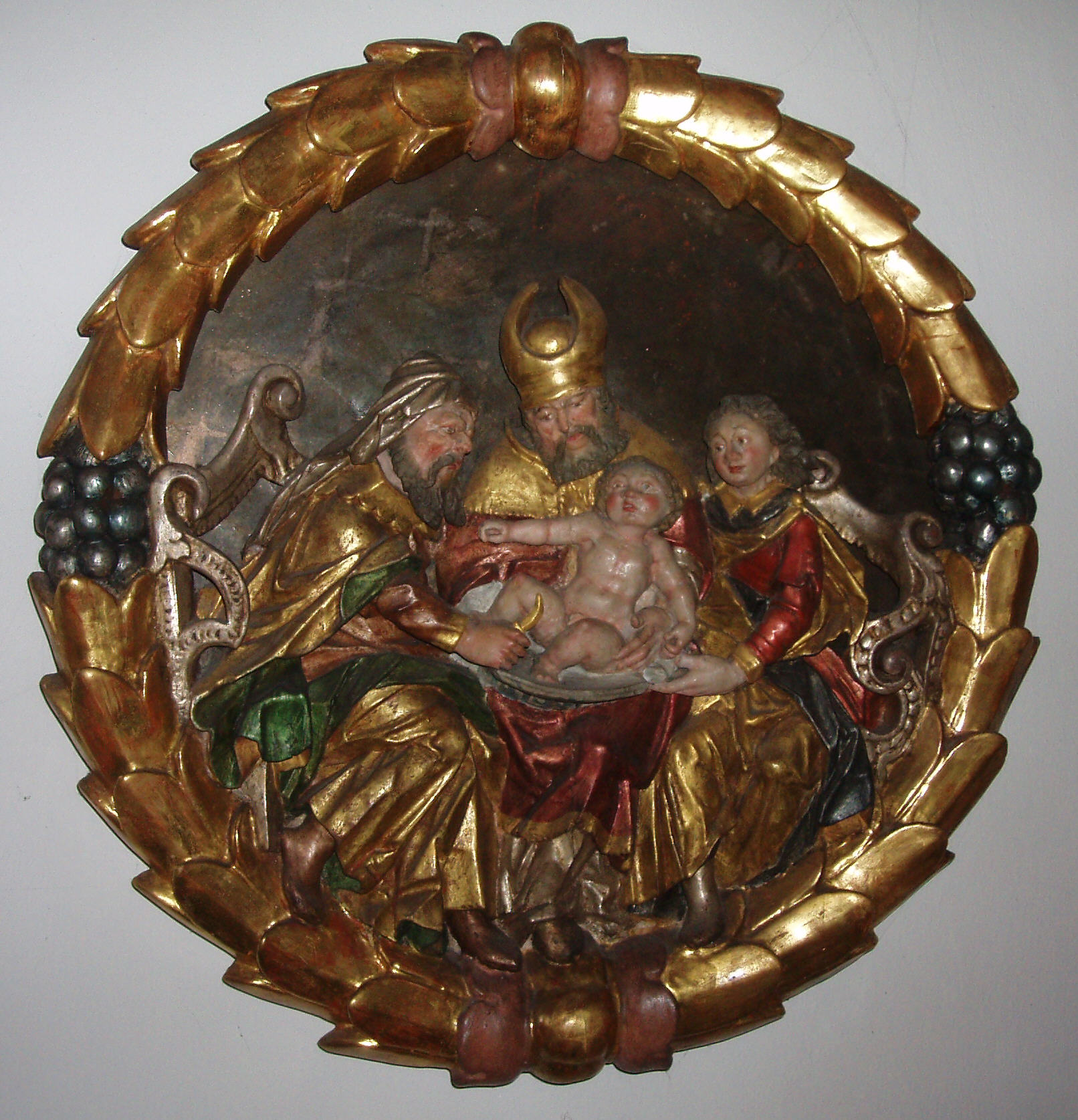
Beschneidung Jesu
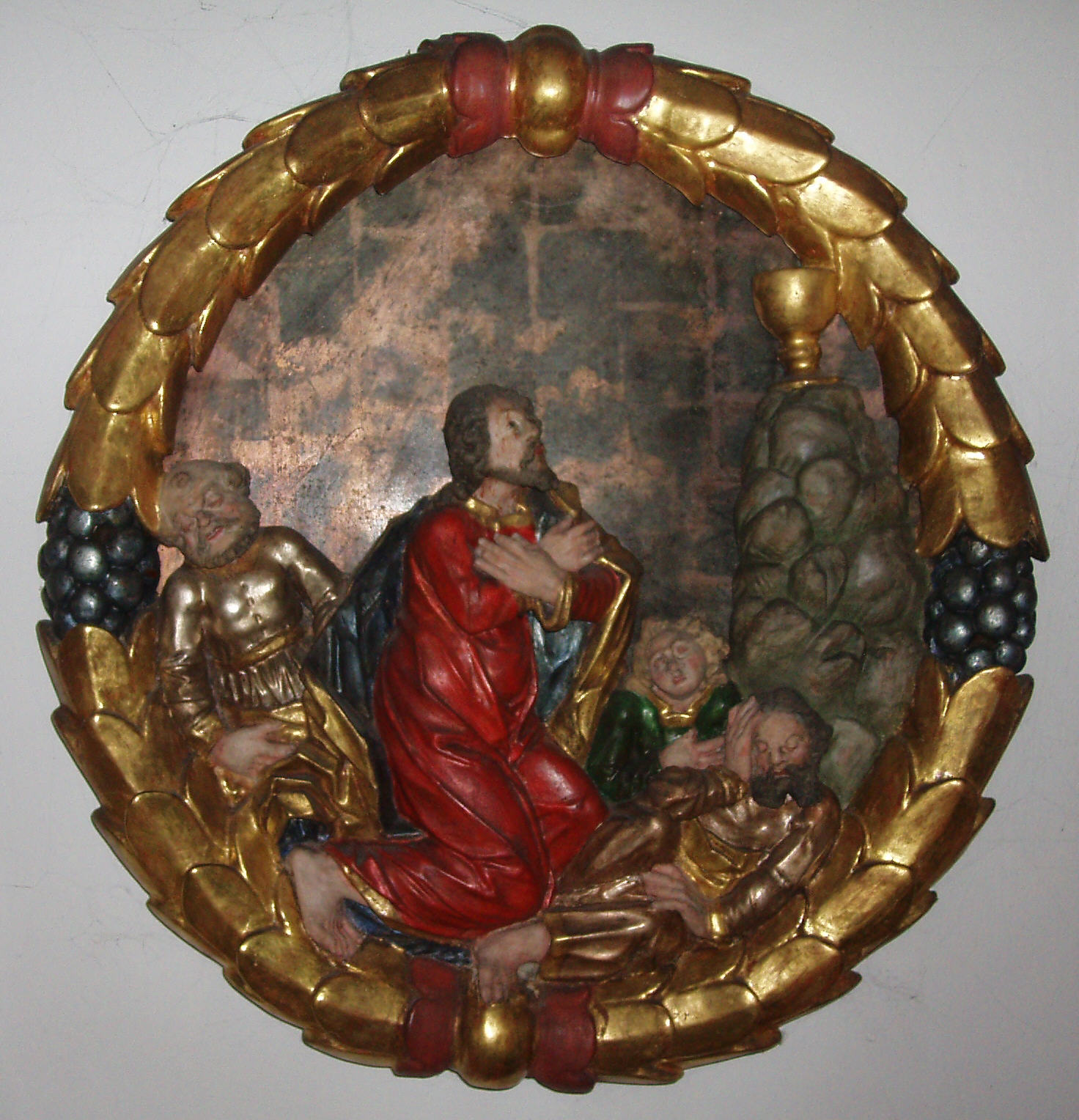
Jesus am Ölberg
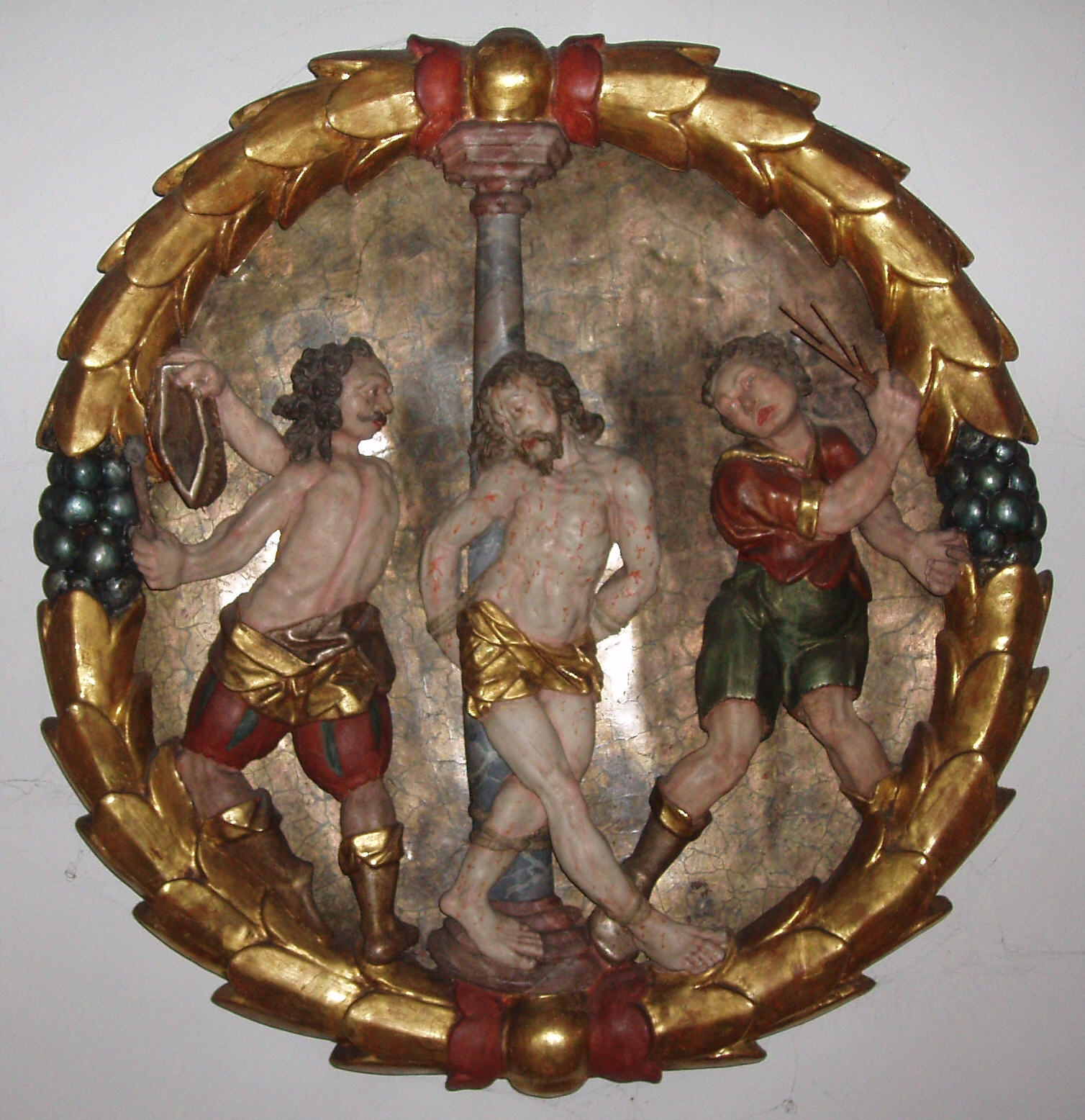
Geißelung Jesu
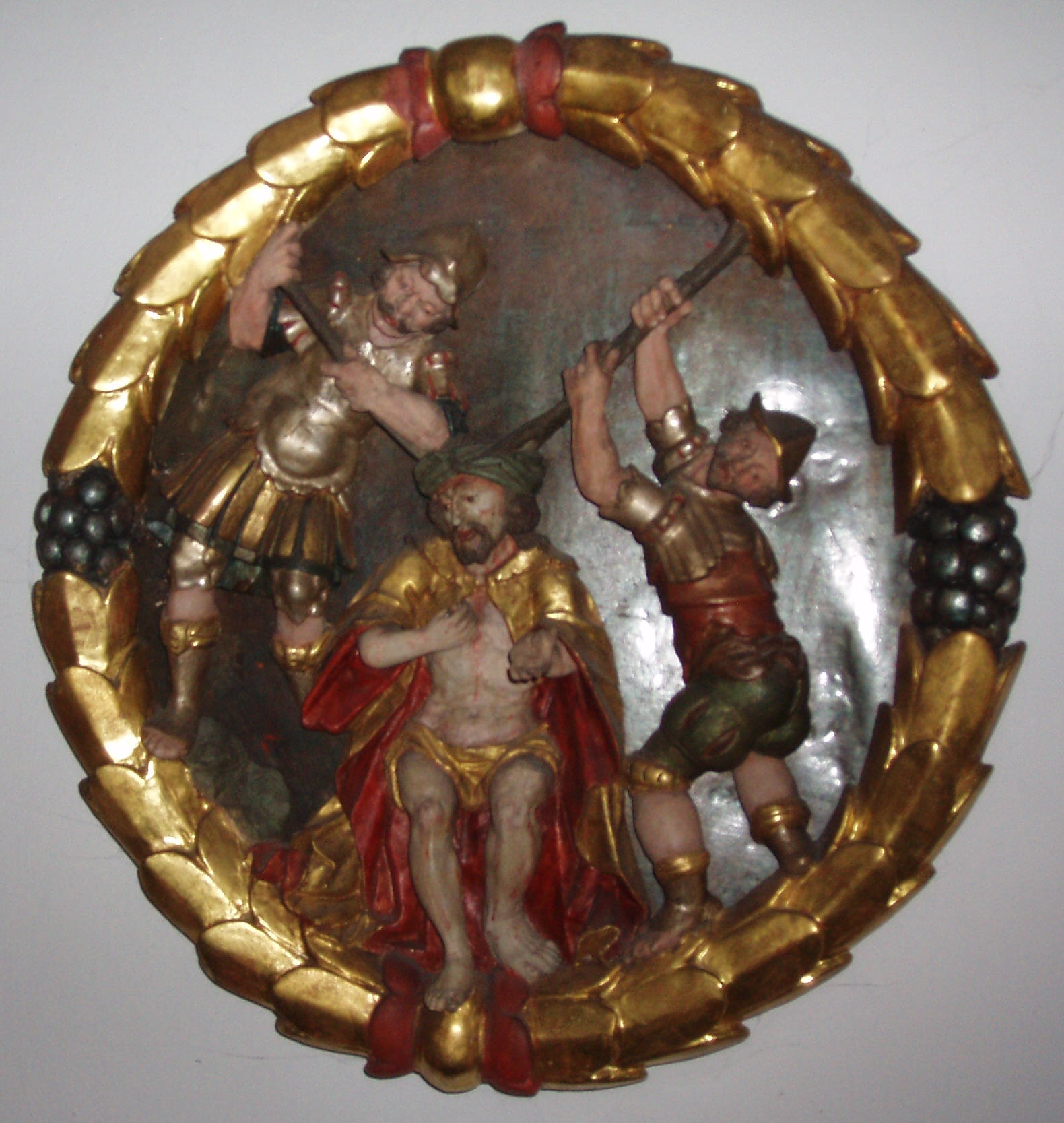
Dornenkrönung
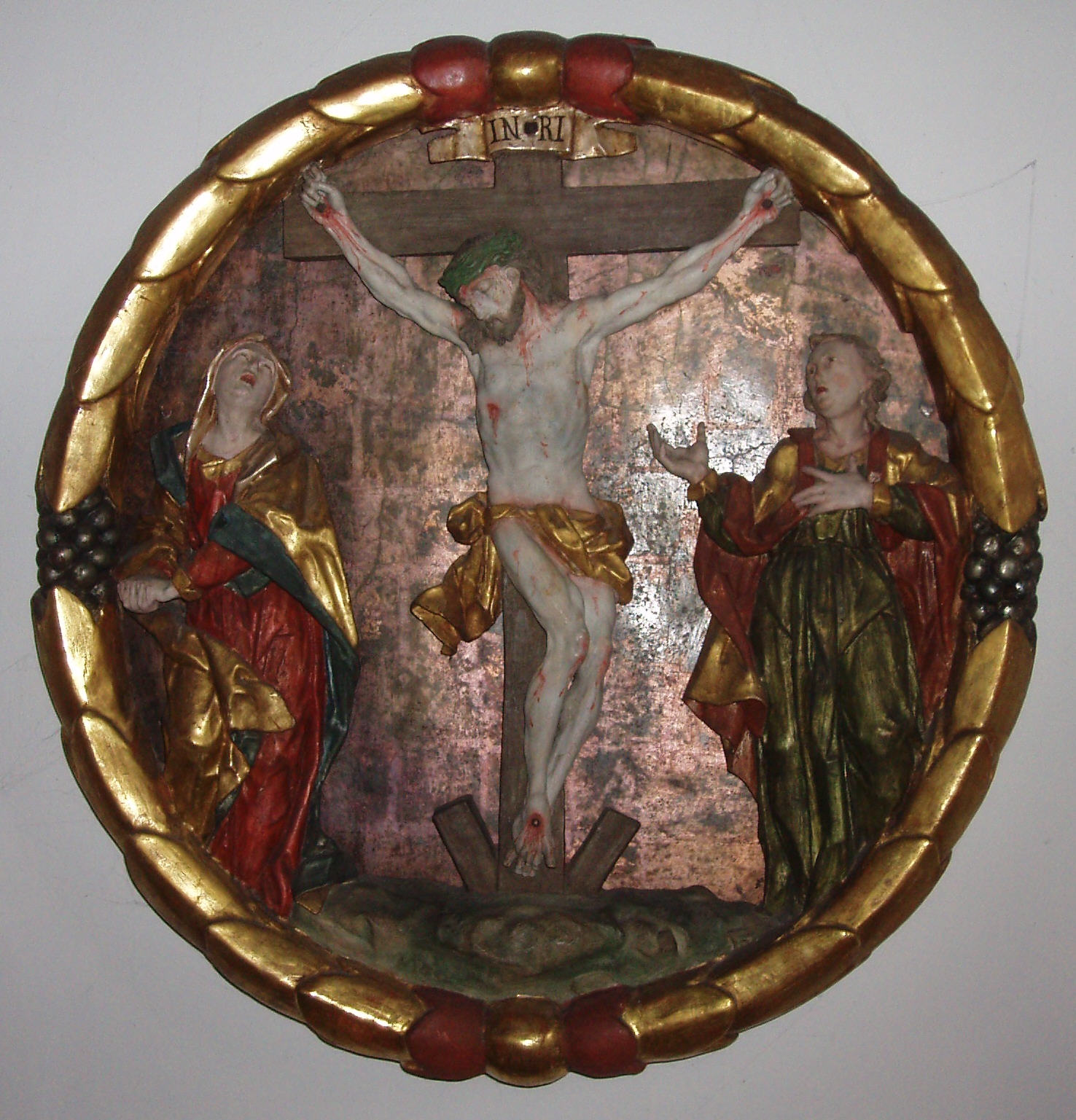
Kreuzigung
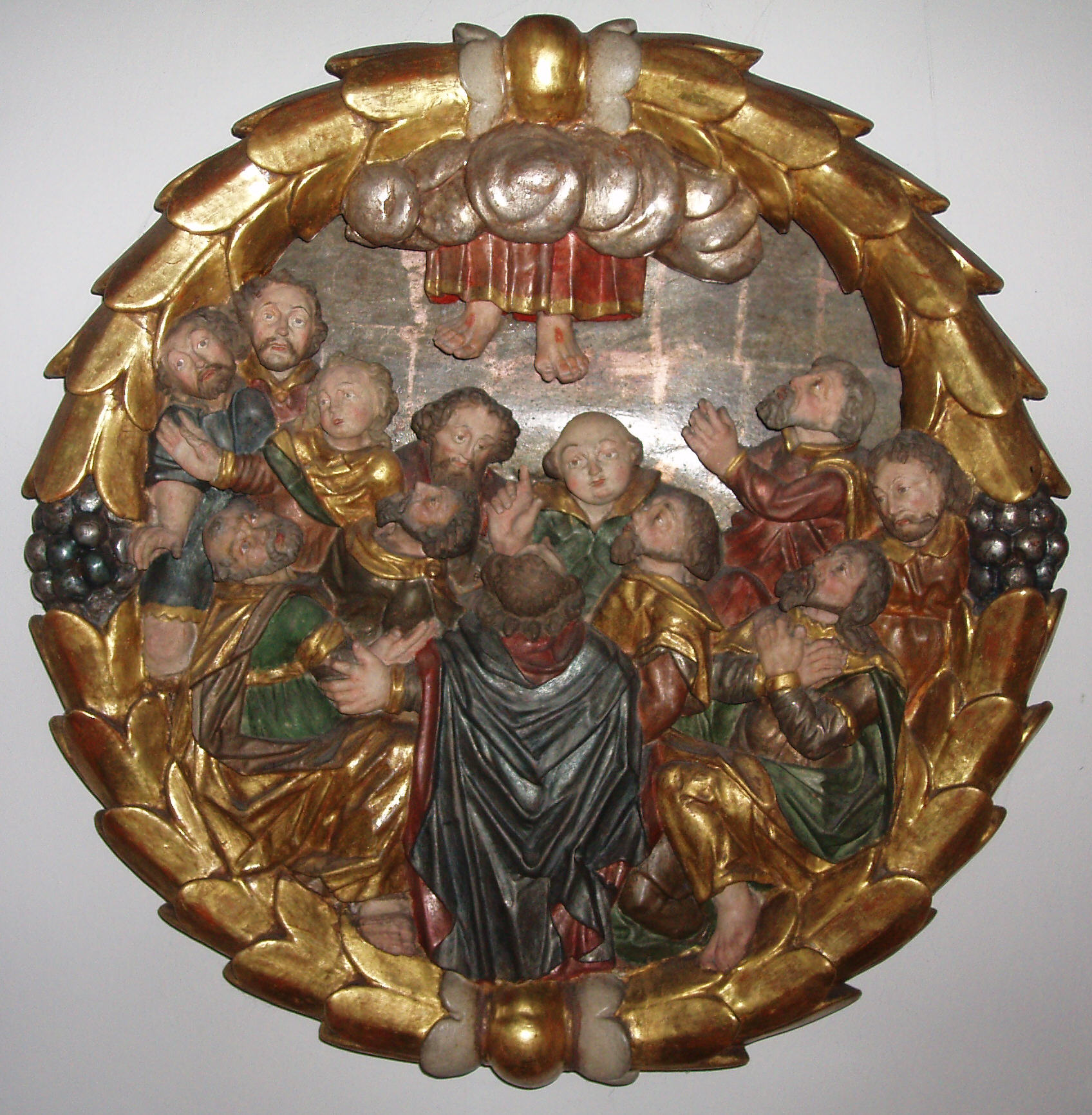
Himmelfahrt

## Orgel

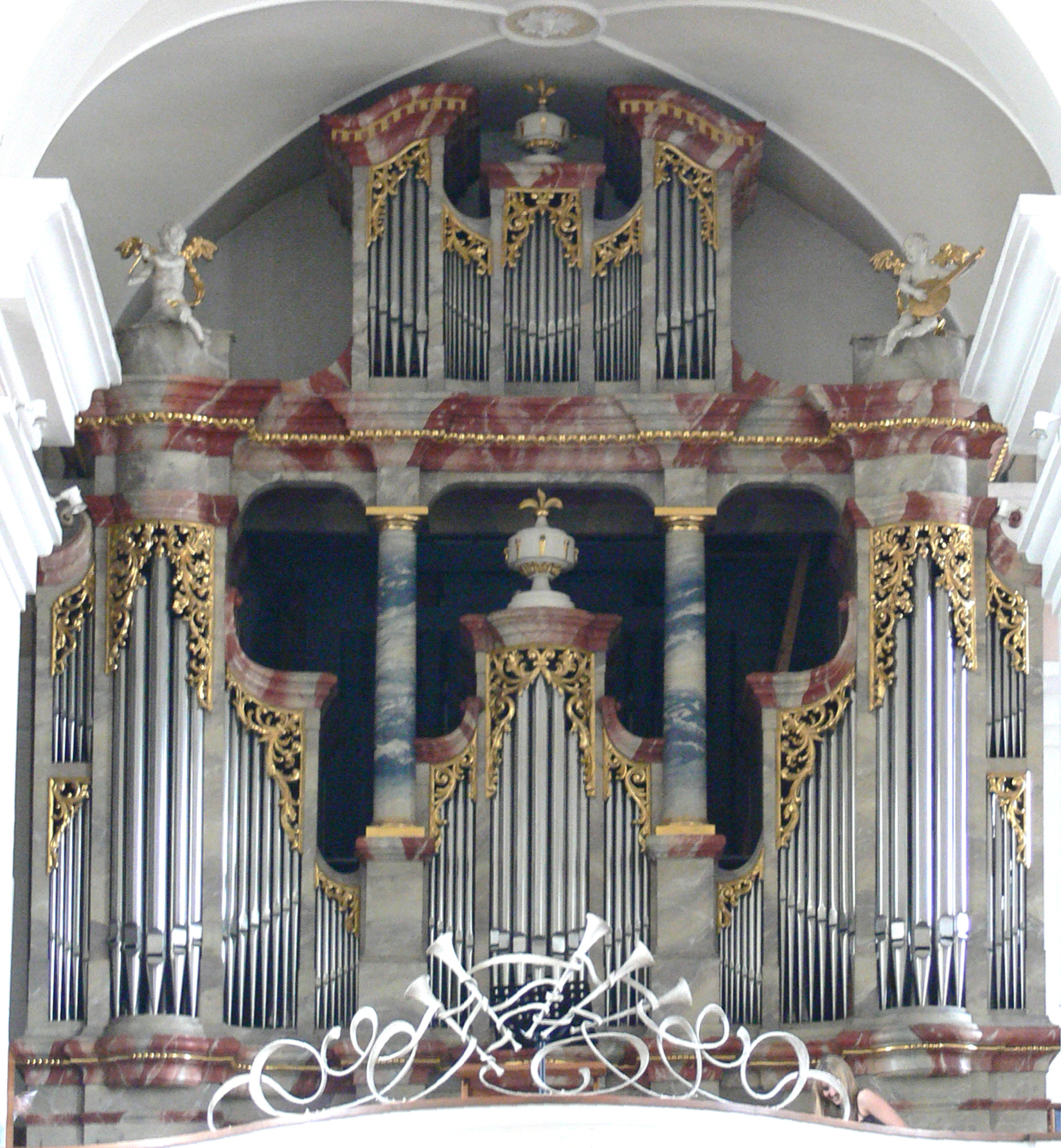
Blick auf Orgelprospekt mit obigem Kronpositiv

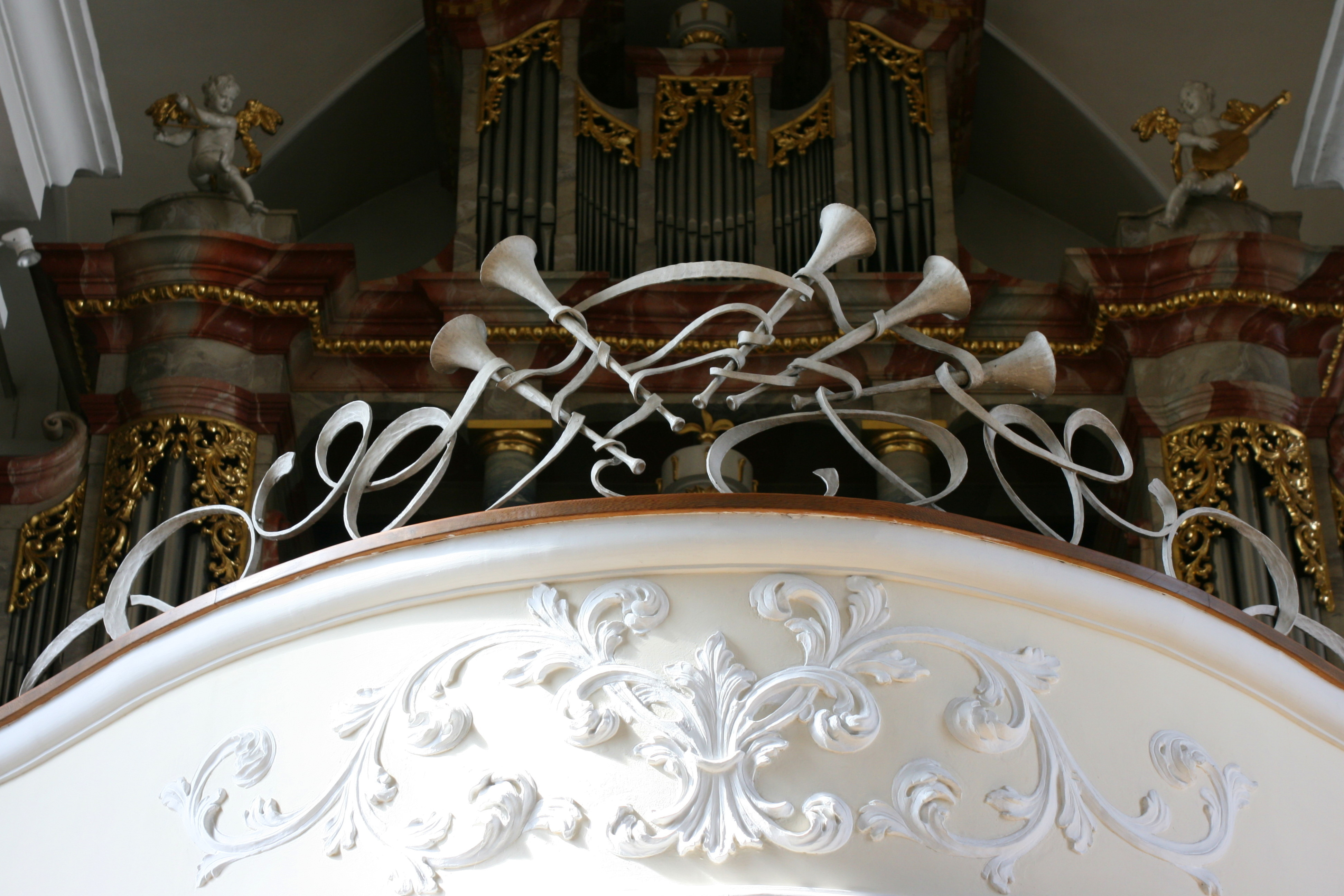
Brüstungsdetail

1828 erhielt Franz Anton Kiene, Orgelmacher in Kisslegg, den Auftrag zum Bau einer neuen Orgel für Langenargen. Kiene benutzte ältere Gehäuseteile und Teile der Mechanik aus der Abrederis-Orgel von 1722. Die Orgel enthielt 18 Register auf zwei Manualen und Pedal. 1936 stellte die Firma Späth aus Ennetach ein neues Werk mit 23 Registern und elektropneumatischer Traktur hinter den alten Prospekt, welcher 1963 umgebaut wurde. Nachdem ein Konzertorganist 1972 nahelegte, das sehr mangelhaft gewordene Orgelwerk von 1936 durch einen Neubau zu ersetzen, erhielt Winfried Albiez aus Lindau 1976 den Auftrag, eine neue Orgel anzufertigen. Das Gehäuse wurde in den Zustand von 1828 zurückgeführt. Die Orgel erhielt 48 Register mit drei Manualen und Pedal verteilt über Hauptwerk, Kronpositiv, Schwellwerk und Pedal. Die Planung, Mensuration und Intonation wurde durch Eppo Rynko Ottes ausgeführt. 1986 wurde nach der gründlichen Kirchenrenovation die Orgel von Eppo Rynko Ottes generalüberholt und nachintoniert. Das Schleifladen-Instrument hat mechanische Spieltrakturen. Die Registertrakturen sind mechanisch und elektrisch.
| I Kronpositiv C–g3 |       |
| Quintadena         | 8′    |
| Rohrgedackt        | 8′    |
| Principal          | 4′    |
| Koppelflöte        | 4′    |
| Sesquialtera II    | 2 ⁄3′ |
| Oktav              | 2′    |
| Scharff IV         | 1′    |
| Cromorne           | 8′    |
| Tremulant          |       |

| II Hauptwerk C–g3 |       |
| Pommer            | 16′   |
| Praestant         | 8′    |
| Gemshorn          | 8′    |
| Bordun            | 8′    |
| Oktav             | 4′    |
| Rohrflöte         | 4′    |
| Quinte            | 2 ⁄3′ |
| Oktav             | 2′    |
| Mixtur V          | 1 ⁄3′ |
| Cornett V         | 8′    |
| Trompete          | 16′   |
| Trompete          | 8′    |

| III Schwellwerk C–g3 |        |
| Holzflöte            | 8′     |
| Gambe                | 8′     |
| Voix Celeste         | 8′     |
| Bleigedackt          | 8′     |
| Principal            | 4′     |
| Holztraverse         | 4′     |
| Nasat                | 2 ⁄3′  |
| Nachthorn            | 2′     |
| Blockflöte           | 1 3⁄5′ |
| Sifflöte             | 8⁄9′   |
| Plein jeu V          | 2′     |
| Cymbel III           | 1⁄3′   |
| Basson               | 16′    |
| Hautbois             | 8′     |
| Trichterschalmei     | 4′     |
| Vox humana           | 8′     |
| Tremulant            |        |

| Pedalwerk C–f1  |        |
| Untersatz       | 16′    |
| Subbaß          | 16′    |
| Oktavbaß        | 8′     |
| Spillflöte      | 8′     |
| Zink II         | 5 1⁄3′ |
| Choralbaß       | 4′     |
| Gedacktflöte    | 4′     |
| Rauschpfeife IV | 2 ⁄3′  |
| Oktavin         | 2′     |
| Bombarde        | 16′    |
| Posaune         | 8′     |

- Koppeln: I/II, III/II, III/I, I/P, II/P, III/P

## Geläute
Die Kirche St. Martin besitzt fünf Glocken, die auf drei Turmstuben verteilt sind und die Tonfolge d1-f1-g1-b1-d2 bilden.
Die Evangelistenglocke, die auf b1 gestimmt ist, stammt aus dem 14. Jahrhundert. Sie trägt die Inschrift „+ S LVCAS + S MARCVS + S MATHEVS + S JOHANNES“.
Die Marienglocke in g1 wurde 1496 in der Biberacher Gießhütte gegossen. Ihre Inschrift lautet: „ave maria gracia plena dominus tecum anno domini mccclxxxxvi.“
1766 wurde die 1953 erneuerte Montfortglocke in d1 gegossen. Sie ist mit Rocaillekartuschen, Putten, einem Immaculatarelief, den Wappen der Stifter und dem Gießernamen Johann Leonhard Rosenlechner geschmückt.
Die Martinsglocke in f1 wurde 1958 in der Gießerei Alfons Bachert gegossen und trägt die Inschrift: „ZUM GEDÄCHTNIS AN DIE GEFALLENEN VON LANGENARGEN 1914–1918 und 1939–1945, RIP. HEILIGER MARTINUS; BITTE FÜR DIE DIR ANVERTRAUTE GEMEINDE.“
Die Friedensglocke in d2 stammt aus dem gleichen Jahr und der gleichen Gießerei. Sie ist mit Reliefs des gekreuzigten Jesus, des Antonius von Padua und des Fridolin von Säckingen verziert. Ihre Inschrift lautet: „HL. ANTONIUS UND HL. FRIDOLIN, BITTET + FÜR UNS.“